# European Film Awards 2003
La 16ª edizione della cerimonia di premiazione degli European Film Awards si è tenuta il 6 dicembre 2003 all'Arena di Berlino, Germania e presentata da Heino Ferch.

## Vincitori e candidati
Vengono di seguito indicati in grassetto i vincitori.
Ove ricorrente e disponibile, viene indicato il titolo in lingua italiana e quello in lingua originale tra parentesi.
Miglior film
- Good Bye, Lenin!, regia di Wolfgang Becker ( Germania)
- Piccoli affari sporchi (Dirty Pretty Things), regia di Stephen Frears ( Regno Unito)
- Dogville, regia di Lars von Trier ( Danimarca)
- Cose di questo mondo (In This World), regia di Michael Winterbottom ( Regno Unito)
- La mia vita senza me (My Life Without Me), regia di Isabel Coixet ( Spagna/ Stati Uniti)
- Swimming Pool, regia di François Ozon ( Francia)

Miglior attore
- Daniel Brühl – Good Bye, Lenin!
- Chiwetel Ejiofor – Piccoli affari sporchi (Dirty Pretty Things)
- Jean Rochefort – L'uomo del treno (L'homme du train)
- Luigi Lo Cascio – La meglio gioventù
- Tómas Lemarquis – Nói albinói
- Bruno Todeschini – Son frère

Miglior attrice
- Charlotte Rampling - Swimming Pool
- Helen Mirren - Calendar Girls
- Katrin Sass - Good Bye, Lenin!
- Diana Dumbrava - Maria
- Anne Reid - The Mother
- Katja Riemann - Rosenstrasse

Miglior regista
- Lars von Trier - Dogville
- Wolfgang Becker - Good Bye, Lenin!
- Michael Winterbottom - Cose di questo mondo (In This World)
- Marco Tullio Giordana - La meglio gioventù
- Isabel Coixet - La mia vita senza me (My Life Without Me)
- Nuri Bilge Ceylan - Uzak

Miglior rivelazione
- Andrej Zvjagincev - Il ritorno (Vozvraščenie)
- Pjer Žalica - Benvenuto Mr. President (Gori vatra)
- Jaime Rosales - Las horas del día
- Guillaume Canet - Mon idole
- Christoffer Boe - Reconstruction
- Michael Schorr - Schultze vuole suonare il blues (Schultze Gets the Blues)
- David Mackenzie - Young Adam

Miglior sceneggiatura
- Bernd Lichtenberg - Good Bye, Lenin!
- Steven Knight - Piccoli affari sporchi (Dirty Pretty Things)
- Lars von Trier - Dogville
- Sandro Petraglia e Stefano Rulli - La meglio gioventù
- Hanif Kureishi - The Mother
- Dusan Kovacevic - Profesionalac

Miglior fotografia
- Anthony Dod Mantle - Dogville (e 28 giorni dopo (28 Days Later)
- Chris Menges - Piccoli affari sporchi (Dirty Pretty Things)
- Marcel Zyskind - Cose di questo mondo (In This World)
- Italo Petriccione - Io non ho paura
- Bogumił Godfrejów - Luci lontane (Lichter)
- Tom Fährmann - Il miracolo di Berna (Das Wunder von Bern)

Miglior documentario
- S21: La macchina di morte dei Khmer rossi (S-21, la machine de mort Khmère rouge), regia di Rithy Panh
- Chia e tazi pesen?, regia di Adela Peeva
- The Day I Will Never Forget, regia di Kim Longinotto
- Essen, schlafen, keine Frauen, regia di Heiner Stadler
- Le cinque variazioni (De Fem benspænd), regia di Jørgen Leth e Lars von Trier
- La storia del cammello che piange (Die Geschichte vom weinenden Kamel), regia di Luigi Falorni e Davaa Bâmbasürėn
- L'odyssée de l'espèce, regia di Jacques Malaterre
- Tishe!, regia di Viktor Kosakovsky

Miglior cortometraggio
- A Torzija, regia di Stefan Arsenijević
- At Dawning, regia di Martin Jones
- La chanson-chanson, regia di Xavier Diskeuve
- Kraj urodzenia, regia di Jacek Bławut
- Mamaman, regia di Iao Lethem
- My zhivem na krai, regia di Victor Asliuk
- Le portefeuille, regia di Vincent Bierrewaerts
- Redd barna, regia di Terje Rangnes
- Små skred, regia di Birgitte Stærmose
- The Trumouse Show, regia di Julio Robledo
- Une étreinte, regia di Eskil Vogt
- Velikan, regia di Alexander Kott

Miglior film internazionale
- Le invasioni barbariche (Les invasions barbares), regia di Denys Arcand ( Canada)
- 21 grammi (21 Grams), regia di Alejandro González Iñárritu ( Stati Uniti)
- Primavera, estate, autunno, inverno... e ancora primavera (Bom yeoreum gaeul gyeoul geurigo bom), regia di Kim Ki-duk ( Corea del Sud)
- Alla ricerca di Nemo (Finding Nemo), regia di Andrew Stanton e Lee Unkrich ( Stati Uniti)
- Kill Bill: Volume 1, regia di Quentin Tarantino ( Stati Uniti)
- Lost in Translation - L'amore tradotto (Lost in Translation), regia di Sofia Coppola ( Stati Uniti)
- Mystic River, regia di Clint Eastwood ( Stati Uniti)
- Zatōichi (Zatôichi), regia di Takeshi Kitano ( Giappone)

Premio FIPRESCI
- Buongiorno, notte, regia di Marco Bellocchio ( Italia)

Premio del pubblico
Miglior attore
- Daniel Brühl – Good Bye, Lenin!
- Sergi López – Piccoli affari sporchi (Dirty Pretty Things)
- Vincent Pérez – Il tulipano d'oro (Fanfan la tulipe)
- Johnny Hallyday – L'uomo del treno (L'homme du train)
- Jean Rochefort – L'uomo del treno (L'homme du train)
- Jan Decleir – Hop
- Rowan Atkinson – Johnny English
- Javier Bardem – I lunedì al sole (Los lunes al sol)
- Tómas Lemarquis – Nói albinói
- Jamie Sives – Wilbur Wants to Kill Himself

Miglior attrice
- Katrin Sass – Good Bye, Lenin!
- Audrey Tautou – Piccoli affari sporchi (Dirty Pretty Things)
- Penélope Cruz – Il tulipano d'oro (Fanfan la tulipe)
- Giovanna Mezzogiorno – La finestra di fronte
- Antje de Boeck – Hop
- Nieve de Medina – I lunedì al sole (Los lunes al sol)
- Romola Garai – Nicholas Nickleby
- Valeria Golino – Respiro
- Charlotte Rampling – Swimming Pool
- Ludivine Sagnier – Swimming Pool

Miglior regista
- Wolfgang Becker – Good Bye, Lenin!
- Danny Boyle – 28 giorni dopo (28 Days Later)
- Lars von Trier – Dogville
- Patrice Leconte – L'uomo del treno (L'homme du train)
- Fernando León de Aranoa – I lunedì al sole (Los lunes al sol)
- Dagur Kári – Nói albinói
- Emanuele Crialese – Respiro
- Bent Hamer – Racconti di cucina (Salmer fra kjøkkenet)
- François Ozon – Swimming Pool
- Nuri Bilge Ceylan – Uzak

Premio alla carriera
- Claude Chabrol

Miglior contributo europeo al cinema mondiale
- Carlo Di Palma